# Стокбридж (містечко, Вісконсин)
Стокбридж (англ. Stockbridge) — місто (англ. town) в США, в окрузі Калумет штату Вісконсин. Населення — 1453 особи (2020).

## Демографія
Згідно з переписом 2010 року, у місті мешкало 1456 осіб у 581 домогосподарстві у складі 453 родин. Було 704 помешкання
Расовий склад населення:
| - 98,1 % — білих - 0,1 % — корінних американців - 0,1 % — чорних або афроамериканців - 0,1 % — азіатів |

До двох чи більше рас належало 1,3 %. Частка іспаномовних становила 0,9 % від усіх жителів.
За віковим діапазоном населення розподілялося таким чином: 20,9 % — особи молодші 18 років, 65,2 % — особи у віці 18—64 років, 13,9 % — особи у віці 65 років та старші. Медіана віку мешканця становила 45,9 року. На 100 осіб жіночої статі у місті припадало 111,6 чоловіків;  на 100 жінок у віці від 18 років та старших — 107,2 чоловіків також старших 18 років.
Середній дохід на одне домашнє господарство  становив 85 490 доларів США (медіана — 71 645), а середній дохід на одну сім'ю — 99 722 долари (медіана — 88 558). Медіана доходів становила 58 897 доларів для чоловіків та 40 208 доларів для жінок. За межею бідності перебувало 4,0 % осіб, у тому числі 0,0 % дітей у віці до 18 років та 3,4 % осіб у віці 65 років та старших.
Цивільне працевлаштоване населення становило 793 особи. Основні галузі зайнятості: виробництво — 24,0 %, освіта, охорона здоров'я та соціальна допомога — 19,5 %, роздрібна торгівля — 12,0 %, науковці, спеціалісти, менеджери — 7,6 %.